# Don Chaney

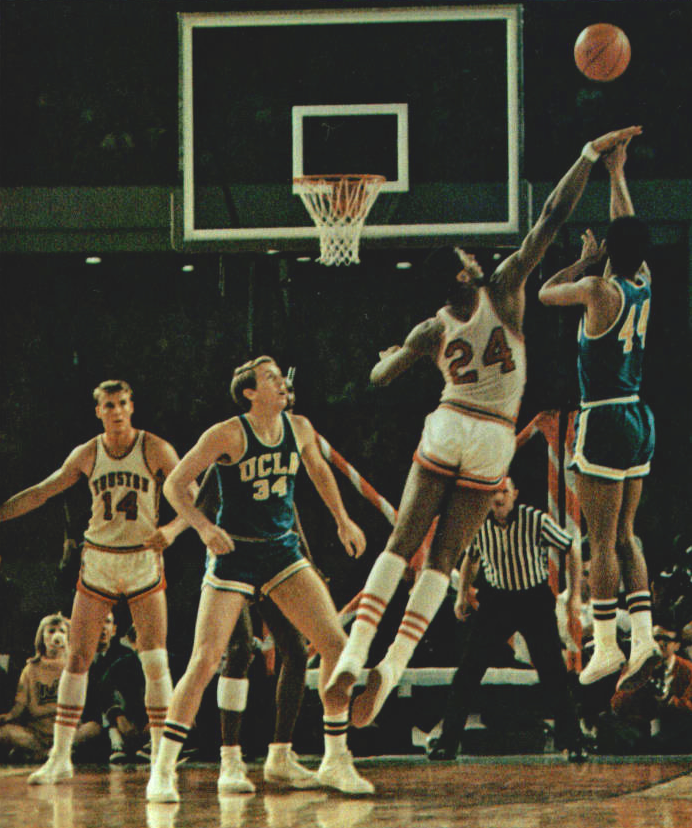
Don Chaney mit der Rückennummer 24 bei einem Spiel in der National Collegiate Athletic Association im Jahr 1968

Don Chaney (geboren am 22. März 1946 in Baton Rouge, Louisiana) ist ein ehemaliger Basketballspieler und Headcoach in der NBA. 

## Leben
Als Collegespieler trat er für die University of Houston an. Während der vier Jahre dort erreichte er mit seinem Team zweimal in der National Collegiate Athletic Association das Halbfinale. Beim NBA-Draft 1968 wurde er an 12. Stelle von seinem zukünftigen Franchise ausgewählt. Seinen größten Erfolg als Spieler in der NBA hatte er gleich als Rookie während der Saison 68/69, in der er mit den Boston Celtics Meister wurde. Dieses konnte er in der Saison 73/74 wiederholen. Nach 7 Jahren bei den Celtics wechselte er für die Saison 75/76 in die American Basketball Association, wo er für die Spirits of St. Louis spielte. Nach einem weiteren Engagement bei den Los Angeles Lakers kehrte er während der Saison 77/78 zu den Celtics zurück und beendete dort nach der Saison 79/80 seine Karriere als Spieler. Chaney zeichnete vor allem seine Defensivstärke aus, weshalb er viermal in das  NBA All-Defensive Team gewählt wurde.
Es folgten in den nächsten Jahren mehrere Engagements als Assistant Coach bei den Detroit Pistons, Atlanta Hawks und LA Clippers. Zum ersten Mal Head Coach wurde er während der Saison 84/85 bei den Clippers, wo er bis zur Saison 86/87 in dieser Position verblieb, ohne die Playoffs erreichen zu können. Von der Saison 88/89 bis 91/92 war er Head Coach bei den Houston Rockets. Hier gelang ihm in den ersten drei Jahren jeweils die Qualifikation für die Playoffs, wo die Rockets aber stets in der ersten Runde ausschieden. In der Saison 90/91 wurde er mit dem NBA Coach of the Year Award ausgezeichnet. Während der Saison 93/94 und 94/95 war er Head Coach bei den Detroit Pistons. Danach war er im Trainerstab der New York Knicks tätig. Am 10. Dezember 2001 wurde er Head Coach der Knicks und blieb dies bis zur Saison 2003/04 ohne mit seinem Team in die Playoffs vorstoßen zu können. Dies stellte die letzte Station seiner Trainerkarriere dar, welche in einer Gesamtbilanz von 337 Siegen bei 494 Niederlagen resultierte.